# Modern strange cowboy
“modern strange cowboy”是2009年7月29日GloryHeaven的搖滾團體GRANRODEO發售的第十一張單曲。

## 解說
- 是日本電視動畫『NEEDLESS』的片頭曲。

## 收錄曲
1. modern strange cowboy
  - 作詞：谷山紀章／作曲・編曲：飯塚昌明
2. サマーGT09
  - 作詞：谷山紀章／作曲・編曲：飯塚昌明
3. modern strange cowboy (OFF VOCAL)
4. サマーGT09 (OFF VOCAL)